# Оренбургская переправа
Оренбургская переправа — историческая переправа на реке Белой в городе Уфе.

## История
Первоначально, направление на юг от Уфимского Кремля проходило по Ногайской дороге. Переправа, существовавшая на реке Белой, называлась Ногайской. С образованием Оренбургской губернии в 1744 году, Уфимская провинция включена в её состав, переправа стала именоваться Оренбургской, а дорога между Оренбургом и Уфой — Оренбургским трактом.
Первый мост через реку Белую сооружён из дерева в 1795 году, но простояло сооружение лишь до первого паводка. С 1808 года на переправе действовал плашкоутный мост:
26 июля 1808 года. В сей день начали наводить на Белой реке вновь устраиваемый мост, на коем архиерей служил молебен и водоосвящение в присутствии военного и гражданского Губернаторов
24 октября. На Белой прошел весьма сильный лёд, коим вырвало половину почти моста и унесло ниже Архиерейского домаМихаил Семёнович Ребелинский
В 1924 году открыт плашкоутный мост, рассчитанный на движение полуторатонных автомобилей. В 1938 году открыт мост, часть которого находилась на больших плашкоутах, а часть опиралась на врытые в речное дно деревянные эстакады.
24 января 1952 года бюро Башкирского областного комитета ВКП(б) приняло постановление «О строительстве в г. Уфе автогужевого моста через реку Белую».
В 1952—1956 годах, за 4 года и 10 месяцев, Мостопоездом № 414 и Мостостроительным трестом № 4 построен арочно-балочный Оренбургский мост по проекту Евгения Сергеевича Уланова института «Гипрокоммундортранс» длиной 670 м. 3 ноября 1956 года Оренбургский мост торжественно открыт первым секретарём Башкирского областного комитета ВКП(б) Семёном Денисовичем Игнатьевым; тогда же Оренбургская переправа закрыта, а плашкоутный мост разобран.
В 1984—1993 годах, параллельно первому мосту, по проекту института «Гипростроймост» построен Бельский мост длиной 677 м.
С 2004 года Оренбургский мост находился в предаварийном состоянии. В 2016 году Институт «Гипростроймост» разработал проекты реконструкции моста и строительства нового. С 29 ноября 2017 года ограничено движение по левой полосе. 16 января 2018 года, из-за возникшей 15 см трещины под опорой, мост закрыт для проезда. Первоначально открыть мост после ремонта планировалось 12 июня, но из-за выявленных просчётов, вновь открыт только утром 26 июля.
В июле 2019 года начато строительство Нового Бельского моста между двумя существующими. 22 мая 2020 года отобран проектировщик капитального ремонта всего моста.
17 февраля 2021 года Оренбургский мост закрывался из-за заморозков, так как после ремонта в 2018 году, рекомендовано не пользоваться мостом при понижении температуры ниже минус 25 °C.

## Галерея

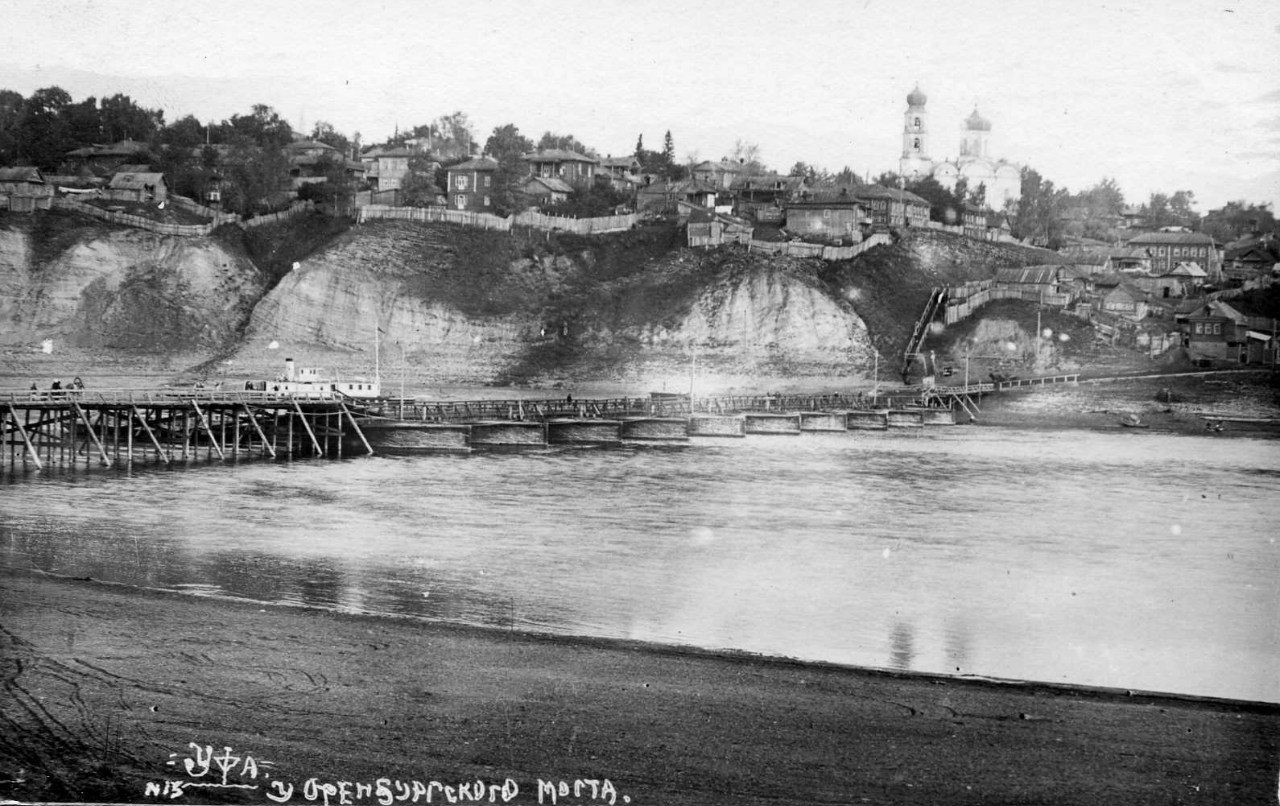
Плашкоутный мост на Оренбургской переправе
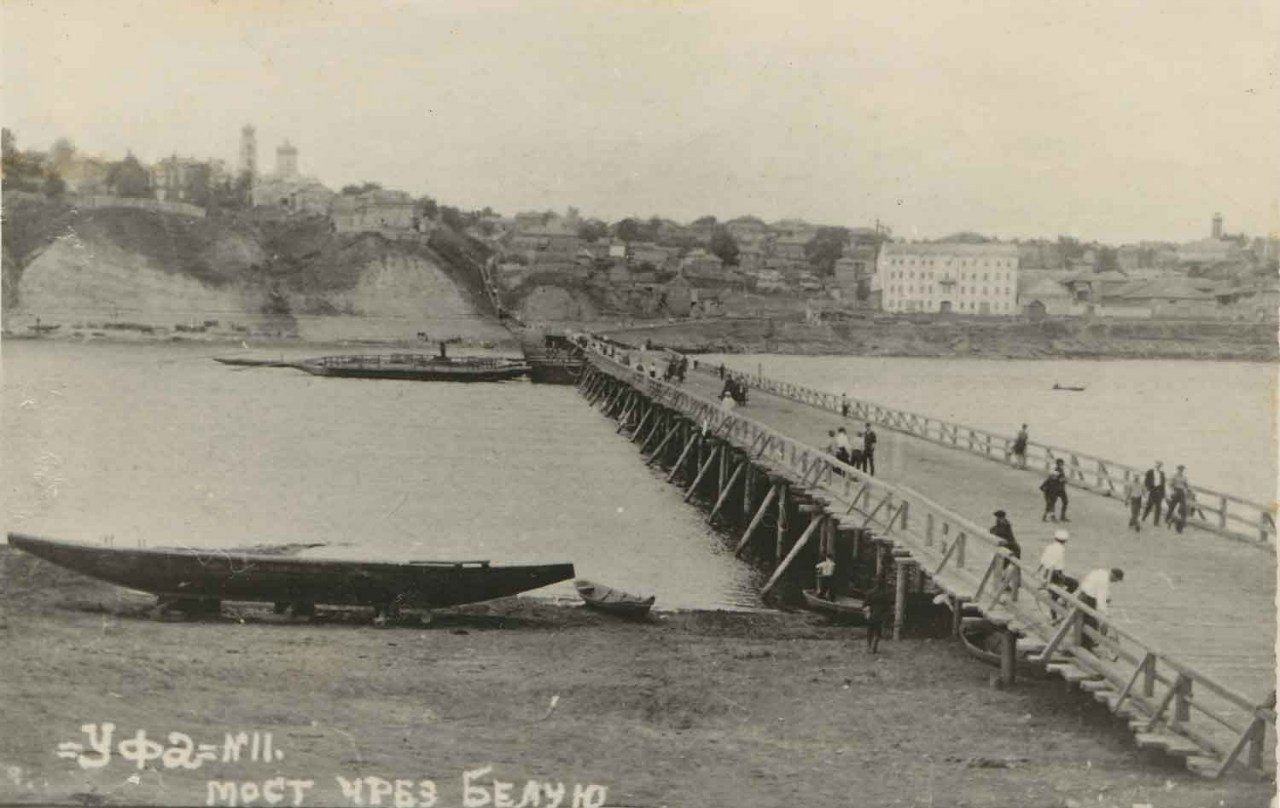
Плашкоутный мост на Оренбургской переправе. 1920 год
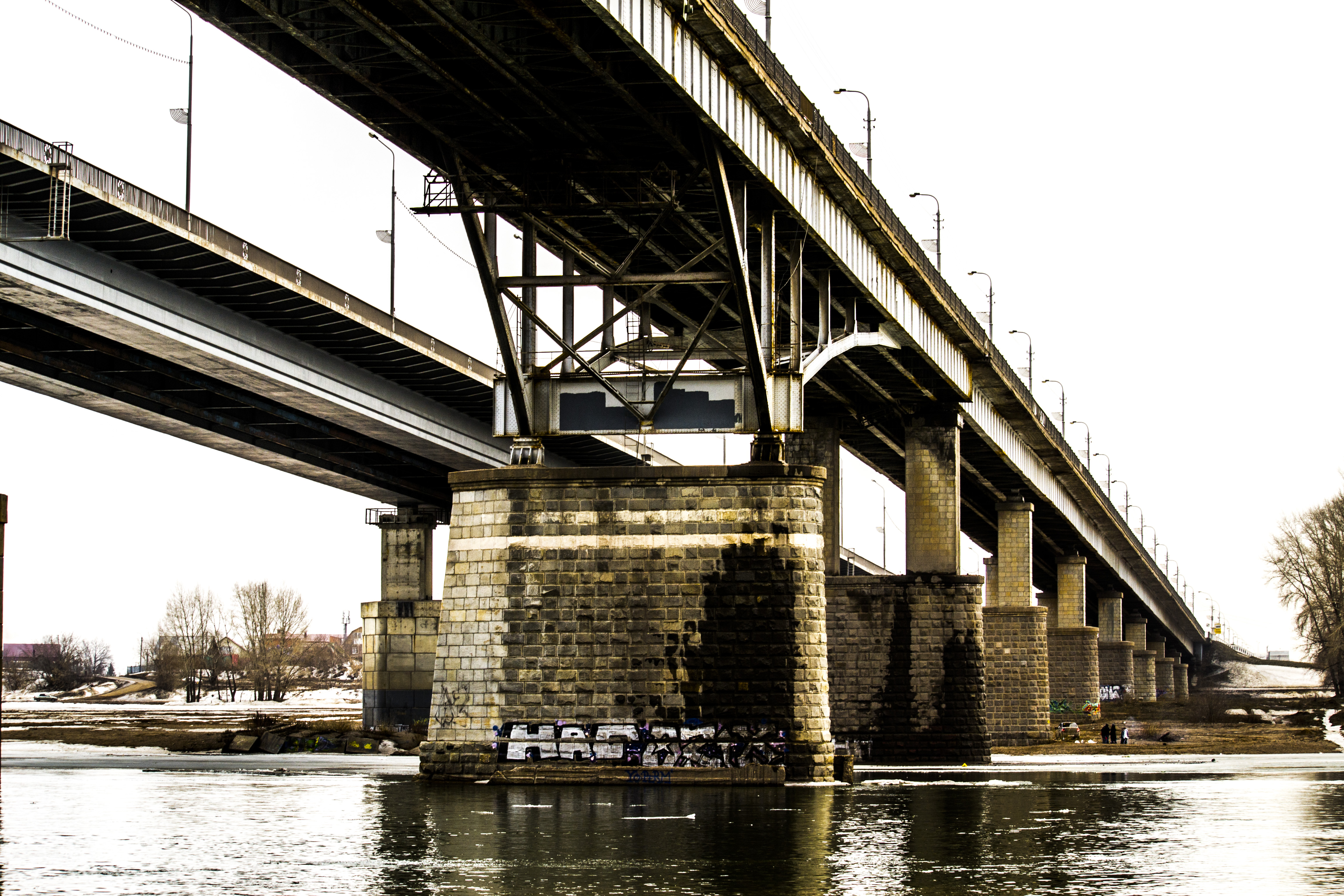
Оренбургский и Бельский мосты
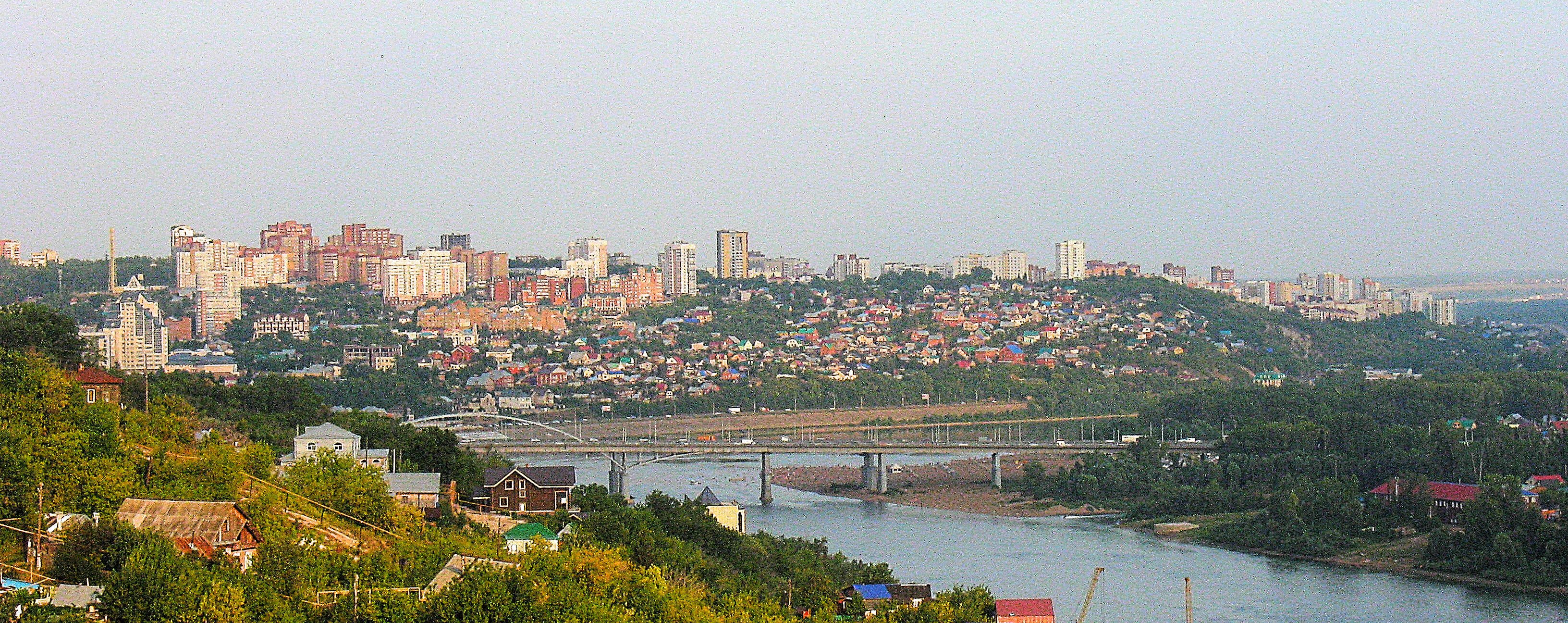
Панорамная фотография Старой Уфы
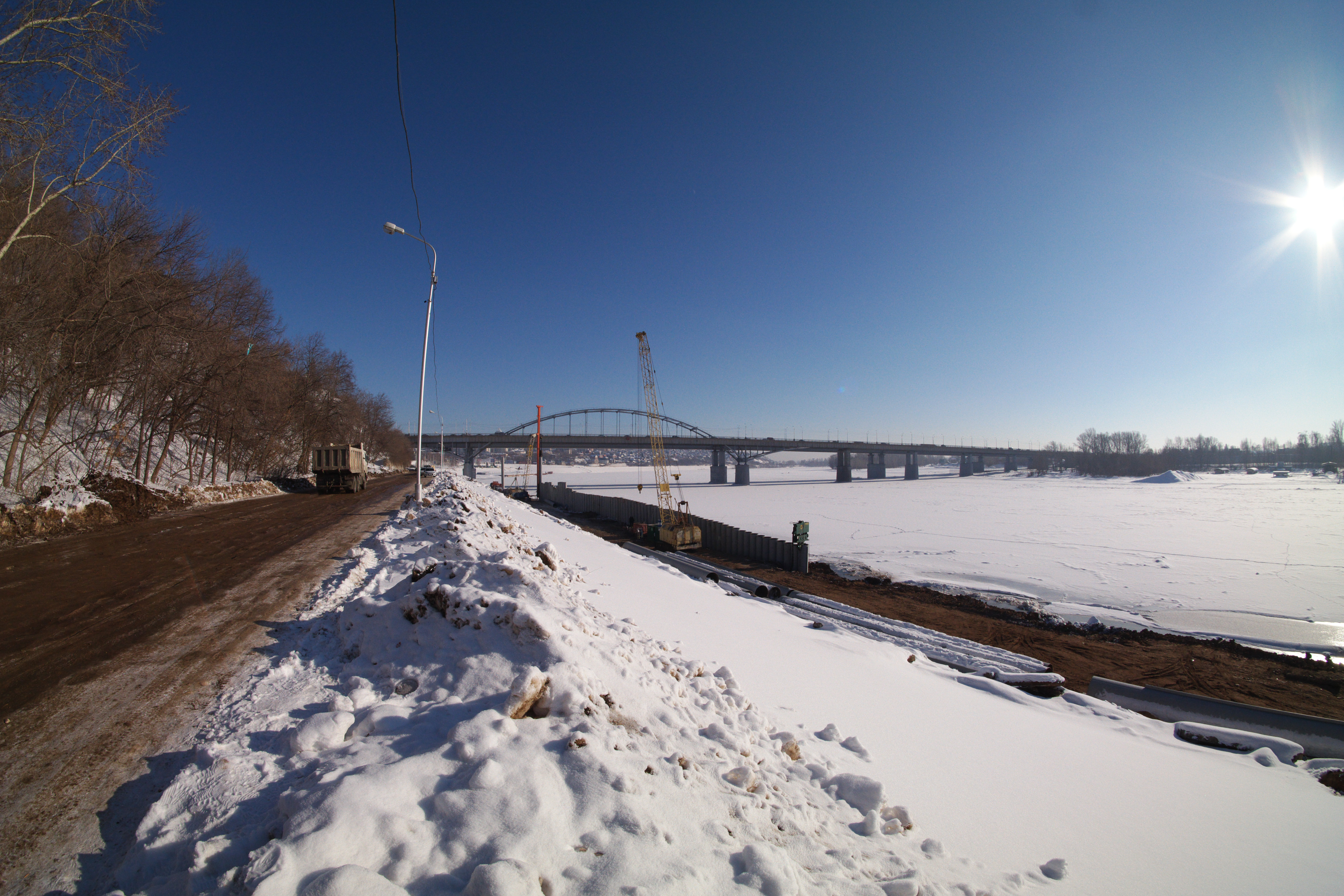
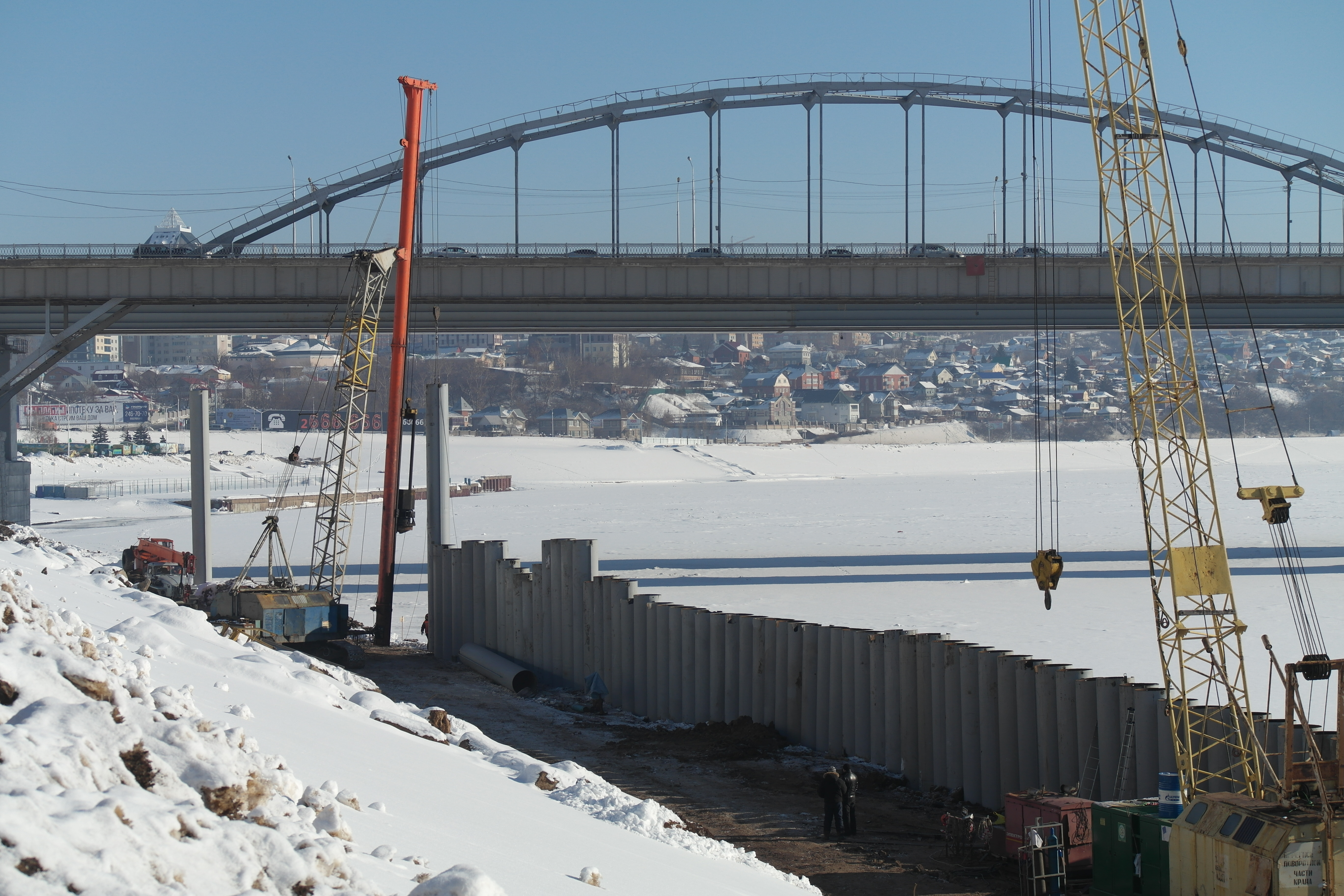
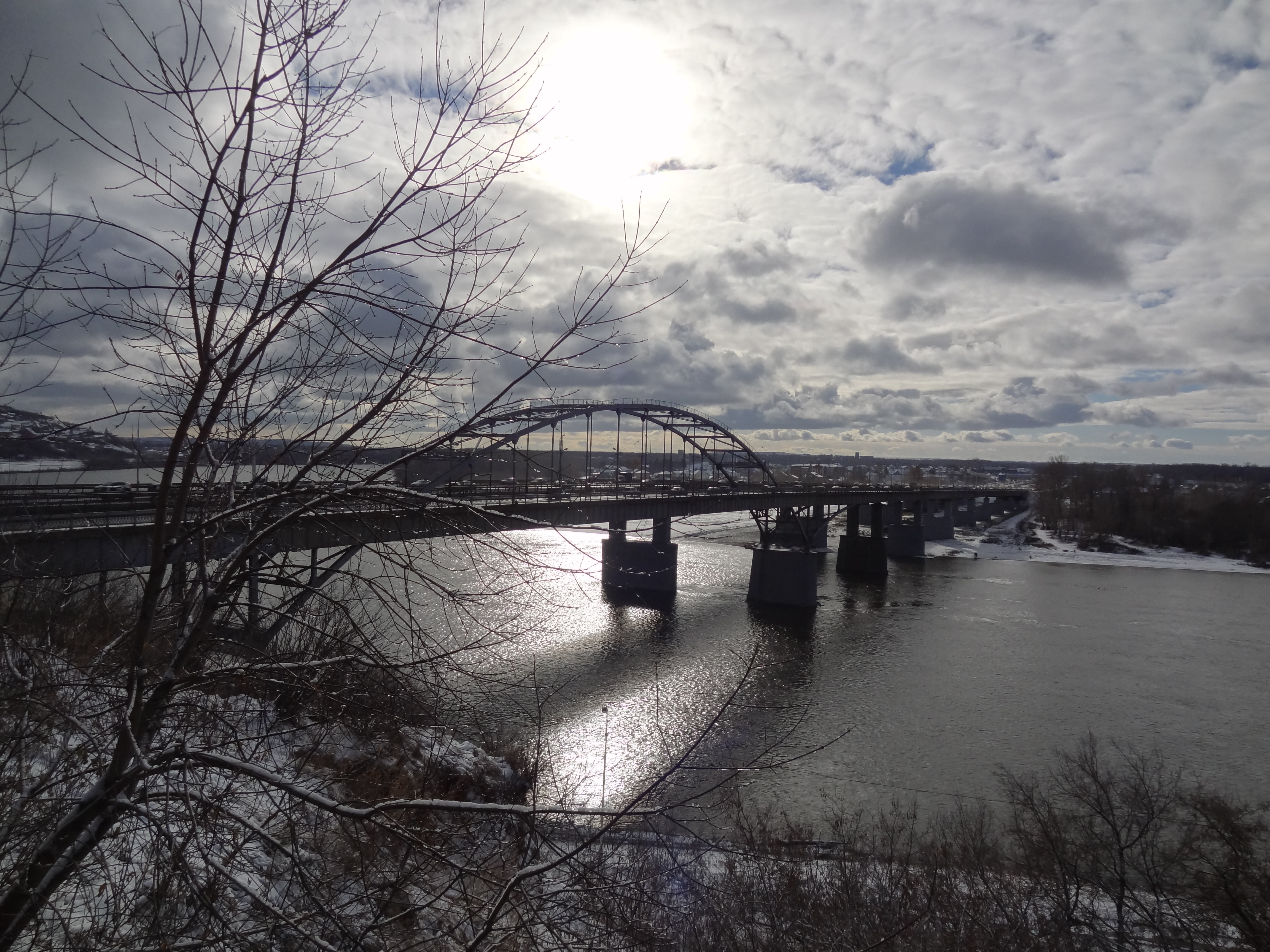
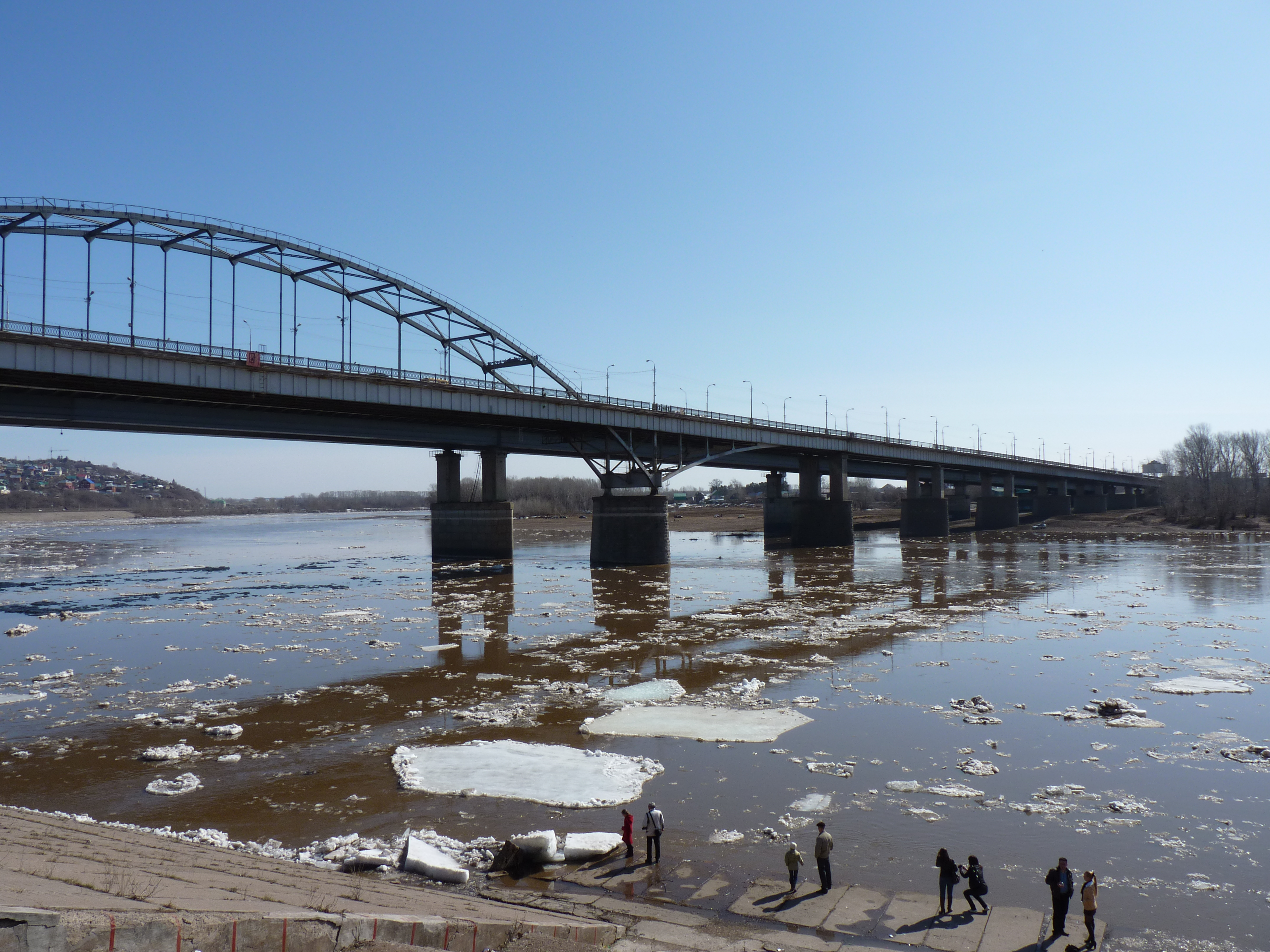
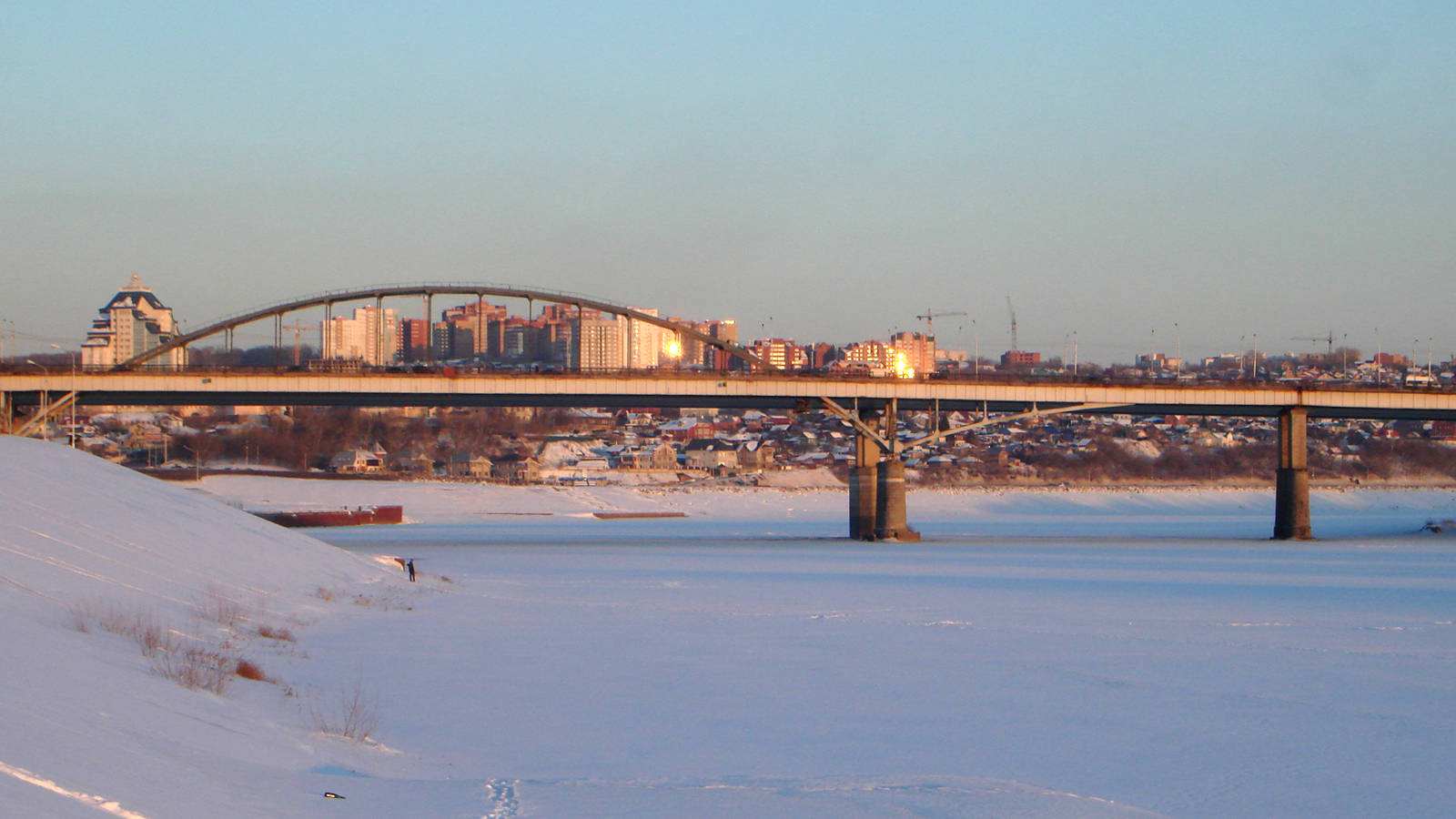
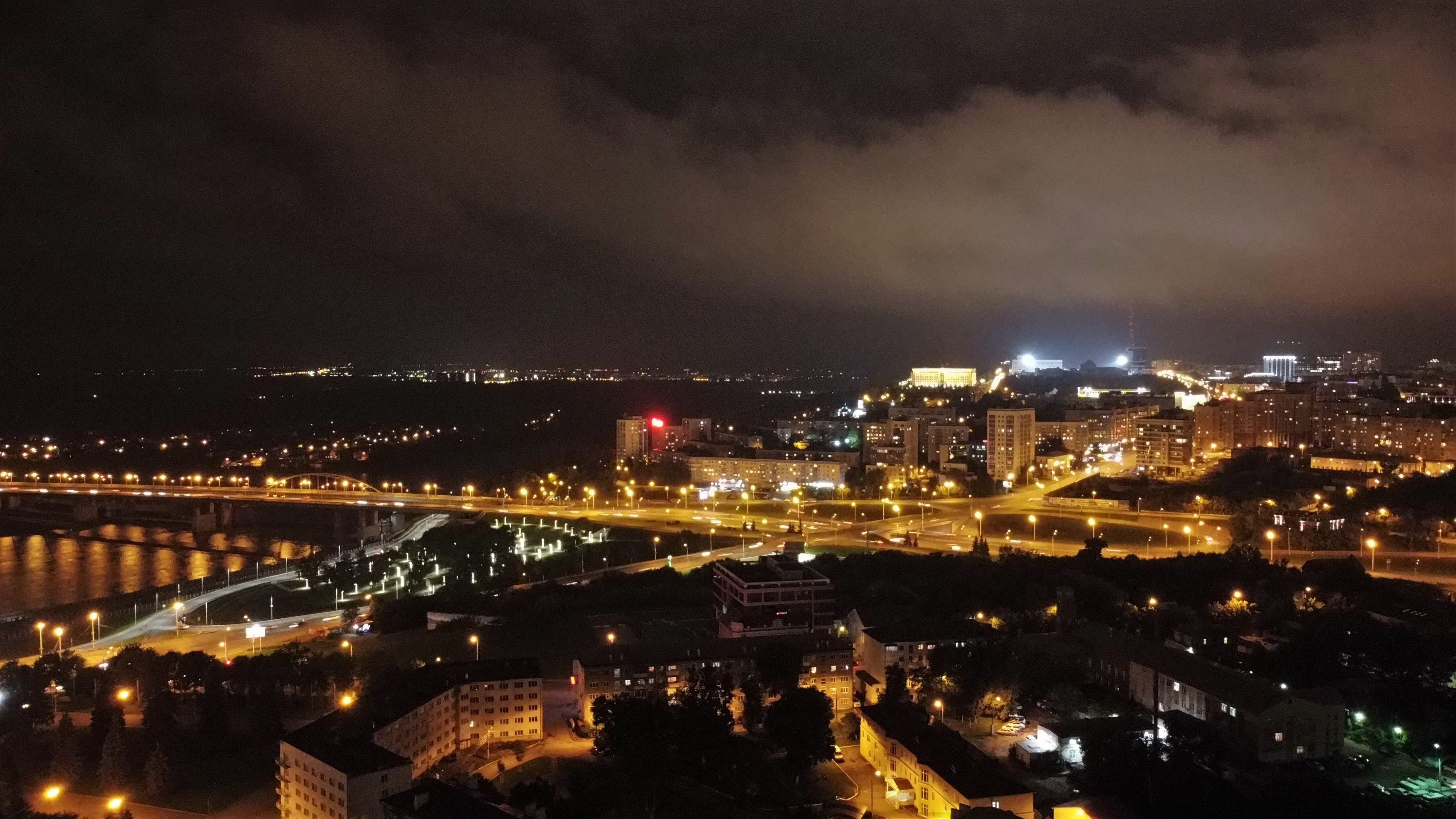
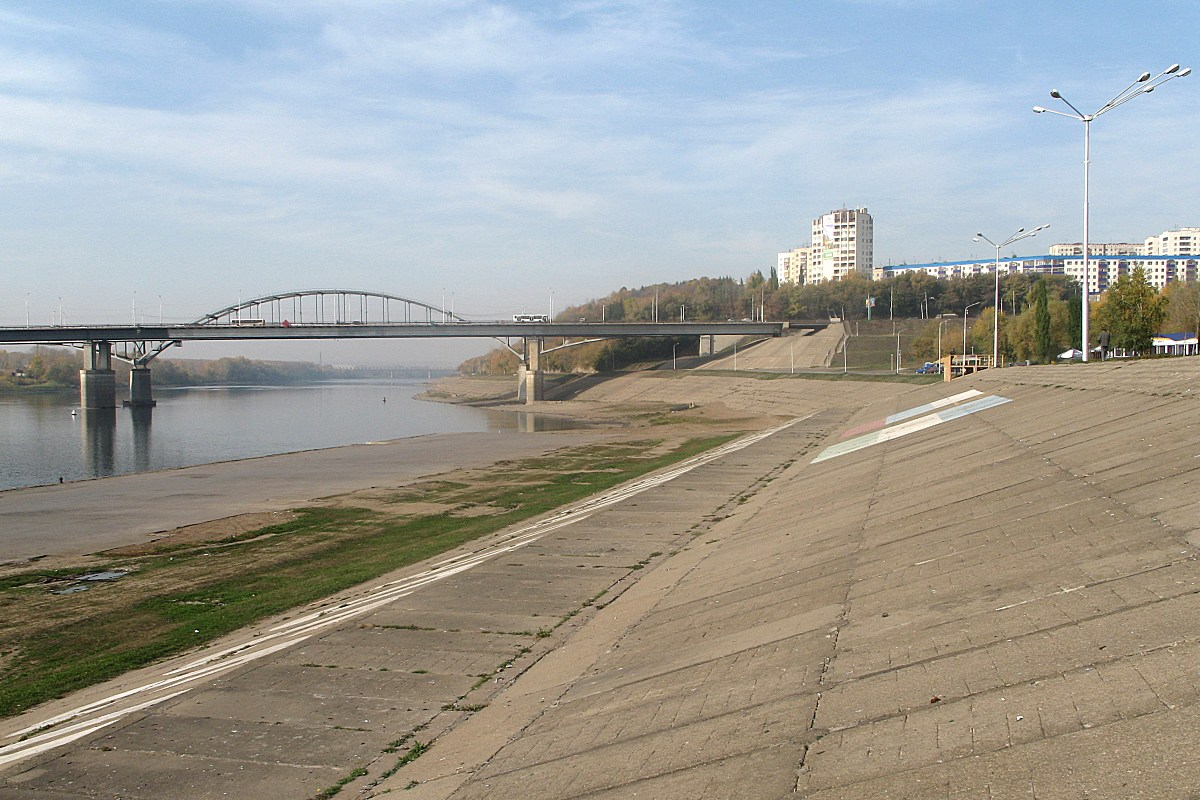